# Chicahuaztli
El chicahuaztli és un instrument de percussió d'origen asteca. És un bastó en forma de raig de sol; a la part superior tenia una esfera de bronze que contenia llavors o perdigons de metall i es batia com un sonall. Aquests elements s'associaven a les deïtats de l'aigua, la fertilitat i la vida, especialment a Xipe-Totec i Tlàloc.
Xipe-Totec feia servir el chicahuaztli per a llançar raigs per atraure la pluja perquè cresqués la dacsa, i algunes vegades l'instrument era representat com una serp.